# Chiesa di Santo Stefano (Monteroni d'Arbia)
La chiesa di Santo Stefano si trova a Suvignano, nel comune di Monteroni d'Arbia.

## Descrizione
Ricordata già alla fine del XIII secolo, dipendeva in origine dalla parrocchia di Murlo, ed era dedicata a Santa Lucia. Il passaggio sotto il titolo di Santo Stefano avvenne nel corso del Settecento a seguito dei lavori di ripristino condotti per opera di Francesco Piccolomini, e proseguiti anche nel secolo successivo dalla stessa famiglia, che deteneva il patronato sulla chiesa.
Ad ambiente unico, e spogliata di tutte le suppellettili, trasferite dopo l'alienazione, l'edificio conserva la mensa in stucco a volute, unico ricordo delle trasformazioni operate nel XVIII secolo; nel paramento esterno compaiono tracce del filaretto romanico in bozze di pietra.